# Ogulin
Ogulin és una ciutat de Croàcia, al comtat de Karlovac. Es troba a 105 km de Zagreb.

## Pobles
- Donje Dubrave.